# 2058 Róka
2058 Róka eller 1938 BH är en asteroid i huvudbältet, som upptäcktes den 22 januari 1938 av den ungerska astronomen György Kulin i Budapest. Den har fått sitt namn efter ungraren Gedeon Róka.
Asteroiden har en diameter på ungefär 24 kilometer och den tillhör asteroidgruppen Themis.